# دهستان آسارا
دهستان آسارا دهستانی در بخش آسارا واقع در شهرستان کرج، استان تهران در ایران است. براساس سرشماری مرکز آمار ایران در سال ۱۳۸۵، جمعیت آن ۳۷۸۰ نفر (۱۱۰۹ خانوار) بوده‌است.

## مکان
دهستان آسارا از شمال به دهستان نسا، از غرب به دهستان آدران و از جنوب و شرق محدود است به کوه‌های سر به فلک کشیده توچال که مرز استان البرز می‌باشد با استان تهران. دهستان آسارا منطقه‌ای کوهستانی است و آبادی‌های آن در دره‌های پرشیب و ناهموار واقع شده‌است. به دلیل کمبود زمین‌های کشاورزی و سردی و برف-گیر بودن دره‌ها و همچنین سختی زندگی به خصوص در فصل سرد سال، مناطق دارای سکونت دائم بسیار محدود است و از چند روستای کوچک تجاوز نمی‌کند. در میان روستاهای موجود در این دهستان ، سه روستای شهرستانک ، روستای تکیه سپهسالار و روستای آسارا دارای آثار تاریخی،  فرهنگی هستند که عبارتند از:  تپه شنستون(شن ستون)، قلعه دزدبند شهرستانک، کاخ شهرستانک، امامزاده سپهسالار، قلعه ری زمین، غارهای ری زمین و سیراچال.

## جاذبه‌های گردشگری
- تپه شنستون (شن ستون) واقع در روستای شهرستانک
- قلعه دزدبند شهرستانک (قلعه دختر شهرستانک) واقع در روستای شهرستانک
- کاخ شهرستانک (کاخ ناصرالدین شاهی) واقع در روستای شهرستانک
- امامزاده سپهسالار واقع در روستای تکیه سپهسالار
- قلعه ری زمین: روستای ری زمین ، به فاصله ۳۶ کیلومتری بعد از میدان امیرکبیر کرج و در شمال واقع شده  و قبل از روستای ری زمین ، جاده به پیچ بسیار تندی منتهی می‌شود . روی صخره مشرف بر این پیچ ، آثار دیوارهای قلعه‌ای وجود دارد که بین مردم محلی به قلعه ری زمین معروف است. موقعیت فعلی قلعه ، جاده ، رودخانه و کوه‌های اطراف حاکی از این است که در گذشته نیز تنها راه عبور کاروان‌ها و رفت‌وآمد به شمال و جنوب ، همین مسیر بوده‌است . با این وصف اهمیت این قلعه که درست بالای این معبر باریک قرار گرفته ، مشخص می‌شود. با توجه به اینکه قلعه‌های بالای صخره‌ها مربوط به دوره خاصی بوده و به هم مرتبط بوده‌اند ، قدمت این قلعه را نیز می‌توان احتمالاً به دوره‌های بین سلجوقی و تیموری نسبت داد.
- غارهای ری زمین و سیراچال: در فاصله بسیار کمی از قلعه ری زمین و غرب جاده، غاری کم عمق وجود دارد که به غار ری زمین معروف است. هم‌اکنون دامداران و روستاییان جلوی این غار را دیوار چینی کرده و به عنوان آغل از آن استفاده می‌کنند. گرچه اثر مشخصی دال بر قدیمی بودن غار وجود ندارد، ولی لایه ضخیم دوده و سیاهی موجود بر سقف و دیوارهای آن، گویای این است که غار مدت‌ها به عنوان پناهگاه انسان‌ها و دام‌ها مورد استفاده بوده‌است. اشراف غار بر جاده و دره و رودخانه، علاوه بر جنبه ایمنی، منظره جالبی را نیز ایجاد کرده که می‌توانسته مورد توجه ساکنین یا عابرین منطقه باشد.  بر حاشیه کوه‌های مقابل قلعه و غار ری زمین و در ارتفاع پایین دو عدد غار وجود دارد که به غارهای سیراچال معروف هستند. به دلیل کوچکی و بزرگی آنها، غار کوچک‌تر به عنوان غار کوچک سیراچال و غار بزرگ تر به عنوان غار بزرگ سیراچال نامگذاری شده‌اند. این دو غار نیز هم‌اکنون به عنوان آغل مورد استفاده است و می‌توان موضوعات گفته شده در مورد غاری زمین را در مورد آن‌ها نیز تکرار کرد. نظر به اینکه کوه‌های این منطقه ، مربوط به دوران دوم زمین‌شناسی هستند، به احتمال زیاد این غارها نیز بعد از این دوران به وجود آمده‌است.[۲]